# Monster (R.E.M.의 음반)
| 전문가 평가          | 전문가 평가 |
| 총 점수              | 총 점수     |
| 출처                 | 점수        |
| -------------------- | ----------- |
| 메타크리틱           | 83/100      |
| 평가 점수            |             |
| 출처                 | 점수        |
| AllMusic             | [ 2 ]       |
| Blender              | [ 3 ]       |
| Chicago Tribune      | [ 4 ]       |
| Entertainment Weekly | B+          |
| Los Angeles Times    | [ 6 ]       |
| NME                  | 7/10        |
| Pitchfork            | 8.1/10      |
| Q                    | [ 9 ]       |
| Rolling Stone        | [ 10 ]      |
| The Village Voice    | A−          |

《Monster》는 워너 브라더스 레코드가 1994년 9월 27일에 발매한 미국의 얼터너티브 록 밴드 R.E.M.의 아홉 번째 스튜디오 음반이다. 밴드와 스콧 리트가 프로듀싱하고 4개의 스튜디오에서 녹음한 이 음반은 R.E.M.의 이전 두 음반 《Out of Time》 (1991년)과 《Automatic for the People》 (1992년)에서 의도적인 스타일리시적인 전환으로, 크고 왜곡된 기타 음색과 간단한 배열이 있었다. 유명인사의 성격을 다룬 마이클 스타이프의 가사는 그가 몇 개의 캐릭터로 노래한다.
성공적인 싱글 〈What's the Frequency, Kenneth?〉에 이끌려, 《Monster》는 미국과 적어도 7개국에서 1위로 데뷔했고, 전반적으로 긍정적인 평가를 받았다. 이 음반에는 영국 20대 히트곡인 〈Bang and Blame〉, 〈Strange Currencies〉, 〈Tongue〉를 포함한 4개의 싱글 음반이 추가로 발매되었다. 그 해, 밴드는 1989년 이후 첫 번째 콘서트 투어로 음반을 홍보했다. 비록 그 투어가 상업적으로 성공적이었지만, 밴드 멤버들은 몇 가지 건강상의 문제를 겪었다. 이 음반의 후속 《New Adventures in Hi-Fi》(1996년)는 투어를 하는 동안 주로 녹음되었다.

## 녹음
1993년 초, R.E.M.은 아카풀코에서 4일간의 회의를 소집하여 향후 2년을 계획했다. 이 그룹은 1994년부터 1996년까지 새로운 음반을 녹음하고 그것을 홍보하기 위한 투어를 포함하는 계획에 동의했다. 드러머 빌 베리는 특히 투어(1989년 이후 밴드가 하지 않았던)에 열심이었으며, 음반은 "록"이라고 주장했다. 이 밴드는 《Out of Time》과 《Automatic for the People》 후에 또 다른 느린 속도의 음반을 녹음하고 싶지 않다는 데 동의했다.
그 해 말, R.E.M.은 그들의 아홉 번째 음반을 녹음하기 시작했다. 사전 제작은 《Automatic for the People》에 참여한 마크 하워드의 감독 아래 뉴올리언스의 킹스웨이 스튜디오에서 진행되었다. 기타리스트 피터 벅은 이 밴드가 그들이 데모한 "음반 전체의 어쿠스틱"을 포함하여 45곡을 작곡했다고 말했다. 하워드는 "베이스에 떨림음이 있었다. 그것은 그들에게 더 창의적인 세션이었다."며 그 세션은 실험적인 것이었다. 스튜디오에는 통제실이 없었기 때문에, 하워드는 소파에 누워서 "그 보컬들을 내려놓을 수 있었던 것은 그가 몬스터에 많은 노래에 가사를 쓰는 것을 도왔다."며 서정적인 생각을 노래하는 마이클 스타이프를 녹음했다. 세션이 끝나자 하워드는 그들의 다섯 번째 음반 《Document》 (1987년)부터 밴드와 함께 일했던 스콧 리트를 공동 프로듀서하기 위해 이 음반을 연주했다.

## 곡 목록
모든 곡들은 빌 베리, 피터 벅, 마이크 밀스 그리고 마이클 스타이프에 의해 작사/작곡하였다.
| #  | 제목                               | 재생 시간 |
| -- | ---------------------------------- | --------- |
| 1. | 〈What's the Frequency, Kenneth?〉 | 4:00      |
| 2. | 〈Crush with Eyeliner〉            | 4:39      |
| 3. | 〈King of Comedy〉                 | 3:40      |
| 4. | 〈I Don't Sleep, I Dream〉         | 3:27      |
| 5. | 〈Star 69〉                        | 3:07      |
| 6. | 〈Strange Currencies〉             | 3:52      |

| #   | 제목                 | 재생 시간 |
| --- | -------------------- | --------- |
| 7.  | 〈Tongue〉           | 4:13      |
| 8.  | 〈Bang and Blame〉   | 5:30      |
| 9.  | 〈I Took Your Name〉 | 4:02      |
| 10. | 〈Let Me In〉        | 3:28      |
| 11. | 〈Circus Envy〉      | 4:15      |
| 12. | 〈You〉              | 4:54      |

## 인증
}
</ref>}}
| 국가                                                  | 인증        | 판매량/출하량 |
| ----------------------------------------------------- | ----------- | ------------- |
| 오스트레일리아 (ARIA)                                 | 플래티넘    | 70,000^       |
| 오스트리아 (IFPI 오스트리아)                          | 플래티넘    | 50,000*       |
| 벨기에 (BEA)                                          | 골드        | 25,000*       |
| 캐나다 (뮤직 캐나다)                                  | 6× 플래티넘 | 600,000^      |
| 핀란드 (Musiikkituottajat)                            | 골드        | 21,125        |
| 프랑스 (SNEP)                                         | 2× 골드     | 161,400       |
| 독일 (BVMI)                                           | 플래티넘    | 500,000^      |
| 이탈리아 (FIMI)                                       | 2× 플래티넘 | 500,000*      |
| 네덜란드 (NVPI)                                       | 골드        | 50,000^       |
| 스페인 (PROMUSICAE)                                   | 플래티넘    | 100,000^      |
| 스웨덴 (GLF)                                          | 플래티넘    | 100,000^      |
| 스위스 (IFPI 스위스)                                  | 플래티넘    | 50,000^       |
| 영국 (BPI)                                            | 3× 플래티넘 | 900,000^      |
| 미국 (RIAA)                                           | 4× 플래티넘 | 2,900,000     |
| 요약                                                  |             |               |
| 유럽 (IFPI)                                           | 2× 플래티넘 | 2,000,000*    |
| 전세계                                                | —           | 9,000,000     |
| *판매량을 기반으로 한 인증 ^출하량을 기반으로 한 인증 |             |               |